# Excuse Me
Excuse Me – debiutancki album portugalskiego piosenkarza Salvadora Sobrala, wydany 2 sierpnia 2016 roku nakładem wydawnictwa muzycznego Fado in a Box. 
Wydawnictwo promowane było opublikowanym w dniu premiery albumu singlem „Excuse Me” oraz wydanym 27 października 2016 roku utworem „Nem eu”. Album uplasował się na 10. miejscu zestawienia najlepiej sprzedających się wydawnictw w Portugalii, opublikowanym przez Associação Fonográfica Portuguesa.

## Lista utworów
Opracowano na podstawie materiału źródłowego.
1. „Excuse Me”  – 4:23
2. „Nada que esperar”  – 4:43
3. „Change”  – 3:12
4. „Nem eu”  – 3:14
5. „Autumn in New York”  – 3:23
6. „Ready for Love Again”  – 3:39
7. „Something Real”  – 3:40
8. „Ay amor”  – 5:49
9. „Beach Prision”  – 3:51
10. „I Might Just Stay Away”  – 6:02
11. „After You’ve Gone”  – 1:57
12. „Glow”  – 1:59